# XXVII Universiade
La XXVII Universiade estiva (XXVII Всемирная летняя Универсиада 2013 года в Казани) si è svolta dal 6 al 17 luglio 2013 a Kazan' in Russia.
Più di 10.400 atleti da 162 Paesi hanno partecipato a 13 sport obbligatori e 14 sport opzionali, rendendo l'Universiade 2013 la più grande della storia dell'evento. Per la prima volta nella storia era inclusa pure una Universiade Culturale, con vari festival e show tenuti simultaneamente agli eventi sportivi. L'Universiade è stata organizzata dalla Federazione Internazionale Sport Universitari (FISU) e dalle autorità del Tatarstan.
Il budget di spesa previsto dall'organizzazione era sui 600 milioni di euro.

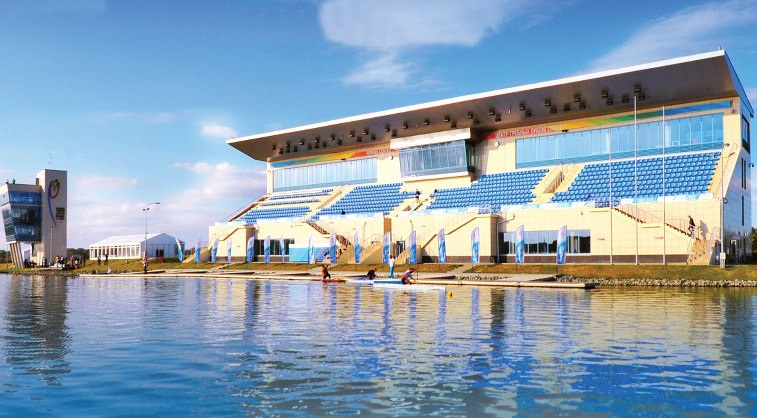
Bacino di Canottaggio.

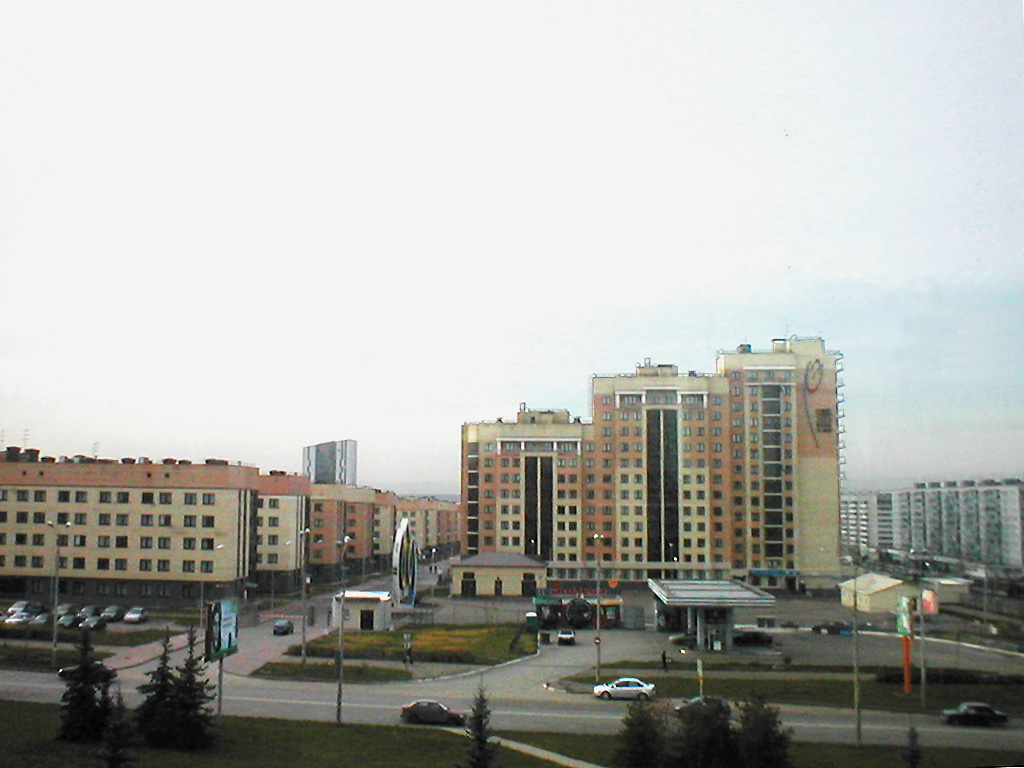
Villaggio degli atleti dell'Universiade.

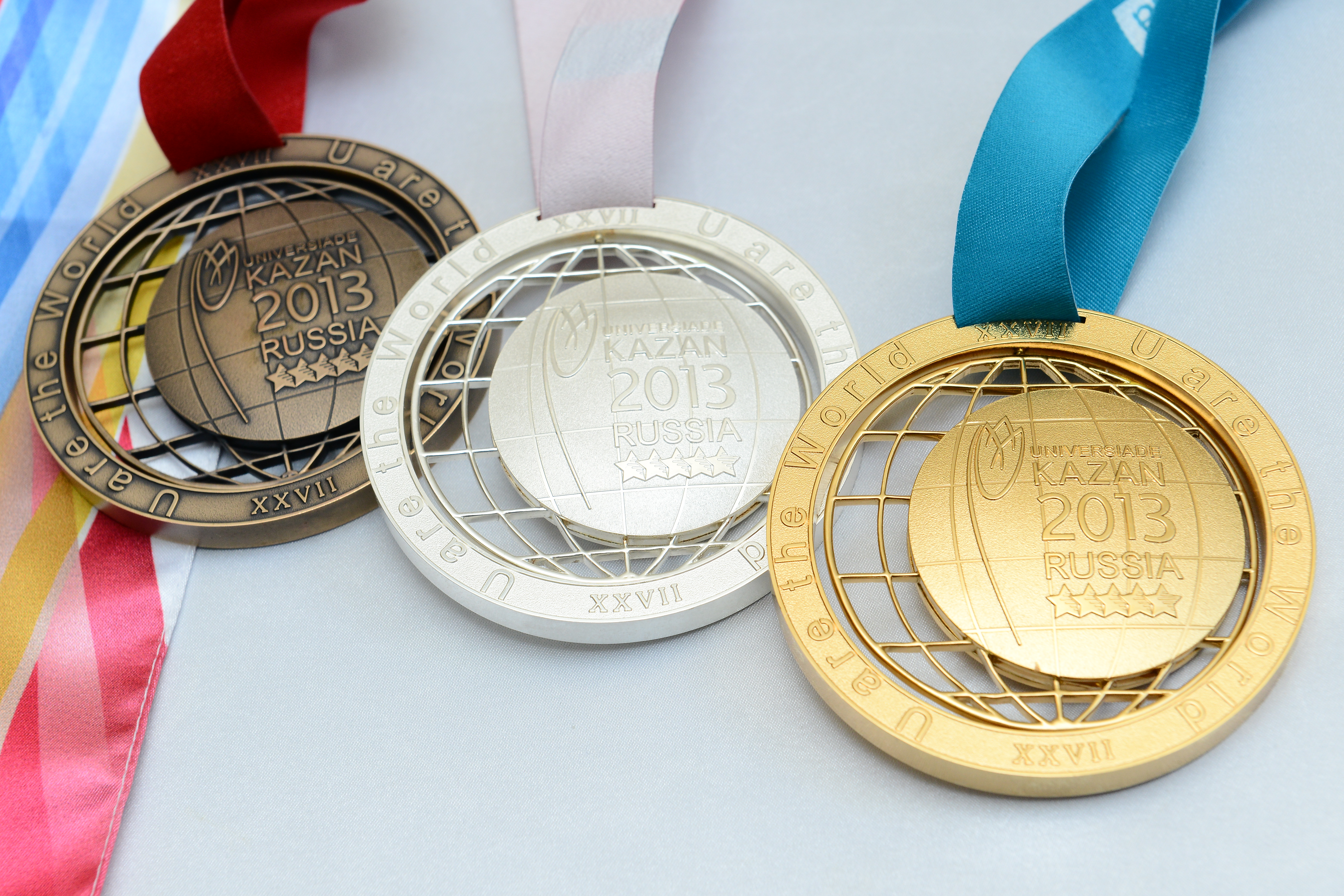
Medaglie.

## Assegnazione
L'assegnazione della XXVII edizione delle Universiadi è avvenuta il 31 maggio 2008 durante l'assemblea del Comitato Esecutivo della FISU tenutasi a Bruxelles.
Le tre città candidate all'organizzazione della XXVII Universiade furono:
- Gwangju, Corea del Sud[2]
- Kazan', Russia[3], già candidata per l'edizione 2011;
- Vigo, Spagna[4]

### Calendario
Il processo di candidatura venne avviato il 5 settembre 2007 con l'invio della lettera d'invito alla partecipazione al processo di candidatura per l'edizione 2013 (sia estiva che invernale) delle Universiadi, a tutte le federazioni associate alla FISU da parte del presidente.
Il processo di candidatura seguì le seguenti tappe:
- 1º settembre 2007: apertura del processo di candidatura
- 1º settembre 2007 - 15 ottobre 2007: periodo per l'invio della lettera di interesse alla FISU da parte delle federazioni interessate
- 1º novembre 2007: la FISU invia alle città interessate le condizioni di candidatura
- 15 marzo 2008: termine ultimo per l'invio del dossier di candidatura e per il pagamento degli oneri di candidatura. Chiusura della prima fase del processo.
- 15 marzo 2008 - 30 aprile 2008: valutazione del dossier e visite alle città candidate da parte della commissione di valutazione
- 30 aprile 2008 - 30 maggio 2008: redazione del rapporto finale di valutazione.
- 31 maggio 2008: presentazione del report al Comitato Esecutivo FISU. Presentazione delle città candidate. Elezione della città di Kazan' come organizzatrice della manifestazione.
- 30 giugno 2008: pagamento degli oneri di assegnazione.

### Altre città
Il 19 ottobre 2007 la FISU rese note le città che presentarono domanda per diventare applicant cities. Nell'elenco di seguito presentiamo i nomi delle città che non hanno ufficializzato il proprio interesse entro i termini stabiliti:
- Edmonton, Canada - già organizzatrice della XII Universiade nel 1983;
- Murcia, Spagna - già candidata per l'edizione 2011, che però è stata battuta nella concorrenza interna spagnola da Vigo;
- Poznań, Polonia - già candidata per le edizioni 2007, 2009 e 2011
- Québec, Canada

### La candidatura italiana
Per l'Italia si dava ormai praticamente certa la proposta di Milano come città ospite delle Universiadi estive. La candidatura era stata proposta durante le Universiadi di Torino 2007. La città non rientrò però nella lista delle applicant cities; la rinuncia fu forse dovuta allo sforzo per la promozione della candidatura dell'Expo 2015, in seguito assegnato proprio alla città meneghina.

## Sviluppo e preparazione

### Sedi di gara
- Kazan Arena (45.000 spett.) — cerimonie di apertura e chiusura
- Stadio Centrale di Kazan' (26.920 spett.) — calcio, atletica
- TatNeft Arena (10.000 spett.) – sambo, judo
- Basket-Hall Arena (7.500 spett.) — pallacanestro
- Tennis Academy (7.200 spett.) — tennis, badminton
- Saint Petersburg Volleyball Center (4.570 spett.) — pallavolo
- Aquatics Palace (4.200 spett.) — nuoto, pallanuoto, tuffi e nuoto sincronizzato
- Gymnastics Palace (3.200 spett.) – ginnastica ritmica e artistica
- Ak Bars Combat Sports Center (2.000 spett.) – pugilato, lotta e altri sport di combattimento
- Rowing Center (3.000 spett.) – canoa e canottaggio

### Simboli
Ogni logo per l'Universiade deve contenere la lettera "U", per indicare l'evento sportivo tenuto sotto l'egida della FISU. Il logo per l'edizione del 2013 è un rettangolo verticale che contiene le parole "Universiade", "Kazan", "Russia", "2013" e le cinque stelle della FISU.
L'emblema dell'Universiade 2013 prende la sua origine da un'immagine di un tulipano, un elemento comune degli ornamenti tartari che simboleggia la rinascita.
La mascotte è Uni, un gattino che rappresenta il simbolico leopardo delle nevi alato. È il simbolo nazionale della Repubblica del Tatarstan. Una versione stilizzata della creatura è presente nello stemma del Tatarstan.

## I giochi

### Discipline
Il programma dell'Universiade 2013 di Kazan' presenta competizioni nei seguenti sport:
| - Atletica leggera - Calcio - Ginnastica artistica - Ginnastica ritmica - Judo - Nuoto - Pallacanestro - Pallanuoto - Pallavolo - Tennis - Tennistavolo - Tuffi | - Badminton - Beach volley - Belt wrestling - Boxe - Canoa/kayak - Canottaggio - Hockey su prato - Lotta - Nuoto sincronizzato - Rugby a 7 - Sambo - Scacchi - Scherma - Sollevamento pesi - Tiro |

## Calendario
| OC | Cerimonia apertura | ● | Competizioni | 1 | Finali | CC | Cerimonia chiusura |

| Luglio                | Luglio                | 5 | 6 | 7  | 8  | 9  | 10 | 11 | 12 | 13 | 14 | 15 | 16 | 17 | Totale |
| --------------------- | --------------------- | - | - | -- | -- | -- | -- | -- | -- | -- | -- | -- | -- | -- | ------ |
| Cerimonie             | Cerimonie             |   | ● |    |    |    |    |    |    |    |    |    |    | ●  |        |
| Atletica leggera      | Atletica leggera      |   |   | 2  | 6  | 11 | 10 | 7  | 14 |    |    |    |    |    | 50     |
| Badminton             | Badminton             | ● | ● | 1  |    | ●  | ●  | 5  |    |    |    |    |    |    | 6      |
| Beach volley          | Beach volley          |   |   |    | ●  | ●  | ●  | ●  | 1  | 1  |    |    |    |    | 2      |
| Belt wrestling        | Belt wrestling        |   | ● | 7  | 5  | 7  |    |    |    |    |    |    |    |    | 19     |
| Pugilato              | Pugilato              | ● | ● | ●  | ●  | ●  | 10 |    |    |    |    |    |    |    | 19     |
| Calcio                | Calcio                | ● |   | ●  | ●  | ●  | ●  | ●  | ●  | ●  | ●  | 1  | 1  |    | 2      |
| Canoa/kayak           | Canoa/kayak           |   |   |    |    |    |    |    |    | ●  | 6  | 18 |    |    | 24     |
| Canottaggio           | Canottaggio           |   | ● | 5  | 8  |    |    |    |    |    |    |    |    |    | 13     |
| Ginnastica            | Ginnastica            |   |   | 1  | 1  | 2  | 10 |    |    |    | ●  | 2  | 6  |    | 28     |
| Hockey su prato       | Hockey su prato       |   |   | ●  | ●  | ●  | ●  | ●  | ●  | ●  | 1  | 1  |    |    | 2      |
| Judo                  | Judo                  |   |   | 4  | 4  | 4  | 4  | 2  |    |    |    |    |    |    | 18     |
| Lotta                 | Lotta                 |   |   |    |    |    |    | 4  | 3  | 4  | 3  | 4  | 3  |    | 21     |
| Nuoto                 | Nuoto                 |   |   |    |    |    | 4  | 5  | 5  | 7  | 4  | 7  | 8  | 2  | 42     |
| Nuoto sincronizzato   | Nuoto sincronizzato   | ● | ● | ●  | 2  | 2  |    |    |    |    |    |    |    |    | 4      |
| Pallacanestro         | Pallacanestro         |   |   | ●  | ●  | ●  | ●  | ●  | ●  | ●  | ●  | 1  | 1  |    | 2      |
| Pallanuoto            | Pallanuoto            | ● | ● | ●  | ●  |    | ●  | ●  | ●  | ●  | ●  | ●  | 1  | 1  | 2      |
| Pallavolo             | Pallavolo             |   | ● | ●  | ●  | ●  | ●  | ●  | ●  | ●  | ●  | 1  | 1  |    | 2      |
| Rugby a 7             | Rugby a 7             |   |   |    |    |    |    |    |    |    | ●  | ●  | ●  | 2  | 2      |
| Sambo                 | Sambo                 |   |   |    |    |    |    |    |    |    | 6  | 6  | 6  |    | 18     |
| Scacchi               | Scacchi               |   |   |    |    | ●  | ●  | ●  | ●  |    | ●  | 3  |    |    | 3      |
| Scherma               | Scherma               |   | ● | 2  | 2  | 2  | 2  | 2  | 2  |    |    |    |    |    | 12     |
| Sollevamento pesi     | Sollevamento pesi     |   |   | 2  | 2  | 3  | 2  | 3  | 3  |    |    |    |    |    | 15     |
| Tennis                | Tennis                |   |   |    | ●  | ●  | ●  | ●  | ●  | ●  | 2  | 5  |    |    | 7      |
| Tennistavolo          | Tennistavolo          |   |   |    | ●  | ●  | ●  | ●  | 2  | 1  | 2  | 2  |    |    | 7      |
| Tiro                  | Tiro                  |   |   |    |    |    |    |    | 6  | 4  | 4  | 8  | 8  | 4  | 34     |
| Tuffi                 | Tuffi                 | ● | ● | 2  | 2  | ●  | 2  | 2  | 4  |    |    |    |    |    | 12     |
| Totale medaglie d'oro | Totale medaglie d'oro |   |   | 27 | 32 | 30 | 44 | 30 | 40 | 17 | 26 | 56 | 40 | 9  | 351    |
| Luglio                | Luglio                | 5 | 6 | 7  | 8  | 9  | 10 | 11 | 12 | 13 | 14 | 15 | 16 | 17 |        |

## Medagliere
Nazione ospitante 
| Posizione | Paese                   | Oro | Argento | Bronzo | Totale |
| --------- | ----------------------- | --- | ------- | ------ | ------ |
| 1         | Russia                  | 155 | 75      | 62     | 292    |
| 2         | Cina                    | 26  | 29      | 22     | 77     |
| 3         | Giappone                | 24  | 28      | 32     | 84     |
| 4         | Corea del Sud           | 17  | 12      | 12     | 41     |
| 5         | Bielorussia             | 13  | 13      | 14     | 40     |
| 6         | Ucraina                 | 12  | 29      | 36     | 77     |
| 7         | Stati Uniti             | 11  | 14      | 15     | 40     |
| 8         | Sudafrica               | 7   | 3       | 4      | 14     |
| 9         | Italia                  | 6   | 17      | 21     | 44     |
| 10        | Australia               | 6   | 4       | 6      | 16     |
| 11        | Lituania                | 6   | 1       | 3      | 10     |
| 12        | Polonia                 | 5   | 9       | 16     | 30     |
| 13        | Francia                 | 5   | 9       | 12     | 26     |
| 14        | Germania                | 4   | 6       | 9      | 19     |
| 15        | Azerbaigian             | 4   | 5       | 7      | 16     |
| 16        | Taipei Cinese           | 4   | 4       | 7      | 15     |
| 17        | Brasile                 | 4   | 3       | 4      | 11     |
| 18        | Ungheria                | 4   | 2       | 9      | 15     |
| 19        | Kazakistan              | 3   | 11      | 16     | 30     |
| 20        | Mongolia                | 3   | 6       | 16     | 25     |
| 21        | Rep. Ceca               | 3   | 6       | 7      | 16     |
| 22        | Uzbekistan              | 2   | 7       | 10     | 19     |
| 23        | Thailandia              | 2   | 7       | 6      | 15     |
| 24        | Canada                  | 2   | 5       | 9      | 16     |
| 25        | Turkmenistan            | 2   | 3       | 9      | 14     |
| 26        | Kirghizistan            | 2   | 2       | 8      | 12     |
| 27        | Corea del Nord          | 2   | 2       | 2      | 6      |
| 28        | Israele                 | 2   | 1       | 1      | 4      |
| 29        | Turchia                 | 2   | 0       | 5      | 7      |
| 30        | Romania                 | 2   | 0       | 4      | 6      |
| 31        | Portogallo              | 2   | 0       | 2      | 4      |
| 32        | Armenia                 | 1   | 5       | 4      | 10     |
| 33        | Iran                    | 1   | 5       | 3      | 9      |
| 34        | Messico                 | 1   | 4       | 6      | 11     |
| 35        | Slovacchia              | 1   | 3       | 2      | 6      |
| 36        | Cuba                    | 1   | 2       | 2      | 5      |
| 37        | Gran Bretagna           | 1   | 1       | 4      | 6      |
| 38        | Austria                 | 1   | 0       | 3      | 4      |
| 39        | Belgio                  | 1   | 0       | 1      | 2      |
| 40        | Botswana                | 1   | 0       | 0      | 1      |
| 40        | Isole Vergini Americane | 1   | 0       | 0      | 1      |
| 40        | Filippine               | 1   | 0       | 0      | 1      |
| 43        | Moldavia                | 0   | 2       | 11     | 13     |
| 44        | Tagikistan              | 0   | 2       | 3      | 5      |
| 45        | Serbia                  | 0   | 1       | 8      | 9      |
| 46        | Bulgaria                | 0   | 1       | 3      | 4      |
| 46        | Giamaica                | 0   | 1       | 3      | 4      |
| 48        | Georgia                 | 0   | 1       | 2      | 3      |
| 48        | Lettonia                | 0   | 1       | 2      | 3      |
| 50        | Argentina               | 0   | 1       | 1      | 2      |
| 50        | Spagna                  | 0   | 1       | 1      | 2      |
| 52        | Finlandia               | 0   | 1       | 0      | 1      |
| 52        | Indonesia               | 0   | 1       | 0      | 1      |
| 52        | India                   | 0   | 1       | 0      | 1      |
| 52        | Irlanda                 | 0   | 1       | 0      | 1      |
| 52        | Kenya                   | 0   | 1       | 0      | 1      |
| 52        | Madagascar              | 0   | 1       | 0      | 1      |
| 52        | Senegal                 | 0   | 1       | 0      | 1      |
| 59        | Malaysia                | 0   | 0       | 3      | 3      |
| 60        | Paesi Bassi             | 0   | 0       | 2      | 2      |
| 60        | Svizzera                | 0   | 0       | 2      | 2      |
| 62        | Albania                 | 0   | 0       | 1      | 1      |
| 62        | Cile                    | 0   | 0       | 1      | 1      |
| 62        | Costa d'Avorio          | 0   | 0       | 1      | 1      |
| 62        | Croazia                 | 0   | 0       | 1      | 1      |
| 62        | Estonia                 | 0   | 0       | 1      | 1      |
| 62        | Grecia                  | 0   | 0       | 1      | 1      |
| 62        | Nuova Zelanda           | 0   | 0       | 1      | 1      |
| 62        | Slovenia                | 0   | 0       | 1      | 1      |
| 62        | Venezuela               | 0   | 0       | 1      | 1      |
| Totale    | Totale                  | 353 | 353     | 461    | 1165   |